# Eberhard Christoph Canz
Eberhard Christoph Canz (* 12. November 1720 in Nürtingen; † 16. November 1773 in Tübingen) war ein deutscher Jurist.

## Leben

Eberhard Christoph Canz

Eberhard Christoph Canz wurde am 12. November 1720 als Sohn des Theologen Israel Gottlieb Canz in Nürtingen geboren. Er studierte an der Universität Tübingen und wurde in Tübingen 1744 Hofgerichtsadvokat. 1745 erhielt er die Würde eines juristischen Lizentiaten und war seit 1755 als außerordentlicher sowie seit 1759 als ordentlicher Professor der Rechte an der Universität tätig. Zugleich ernannte man ihn zum herzoglichen Rat und verlieh ihm sowohl den Doktor-Grad beider Rechte als auch den der Philosophie. Am 16. November 1773 verstarb er.

## Werke (Auswahl)
- Tractatio synoptica de probabilitate iuridica sive de praesumtione (1751)
- De adiunctis commissariorum (1755)
- De uno ex pluribus litis consortibus suo, non simul alieno nomine agente (1766)
- De contradictore facti indebite praestiti (1769)
- De iuribus et obligationibus uxoris|vel repudiato vel denegato beneficio renunciandi communioni bonorum maxime secundum ius Würtenbergicum (1772)